# 安德烈·伊万诺维奇·杰尼索夫
安德烈·伊万诺维奇·杰尼索夫（俄語：Андрей Иванович Денисов，1952年10月3日—），中文名钱益寿，俄罗斯外交官，2013年起担任俄罗斯联邦驻中华人民共和国大使。杰尼索夫生于苏联烏克蘭蘇維埃社會主義共和國哈尔科夫，1974年本科毕业于莫斯科國立國際關係學院，1978年获副博士学位。杰尼索夫英语、中文流利。

## 生平
大学毕业前，杰尼索夫1973年至1974年在苏联驻华商务代表处担任翻译。1974年，他从莫斯科國立國際關係學院毕业，进入国际政治经济研究所修读研究生。1978年，杰尼索夫获经济学副博士学位。同年，他开始在苏联驻华商务代表处担任经济学家。1981年，他调往苏联共产党中央委员会中国部，历任专家、副主管、主管。1991年，他曾在苏联总统书记处任专家。
1992年，杰尼索夫进入俄罗斯外交部系统，在俄罗斯驻华大使馆历任参赞、高级参赞、公使衔参赞。1997年至2000年，他担任俄罗斯外交部经济合作司司长。1998年10月，他进入俄罗斯联邦外交部部门管理委员会。2000年5月至2001年12月，杰尼索夫出任俄罗斯联邦驻埃及大使。随后，他回到俄罗斯，出任俄罗斯联邦外交部副部长。2004年，他出任俄罗斯联邦常驻联合国代表。2006年，杰尼索夫改任俄罗斯联邦外交部第一副部长。2013年，他被任命为俄罗斯联邦驻中华人民共和国大使。2022年9月13日，杰尼索夫卸任俄罗斯驻华大使，之后返回俄罗斯并担任联邦委员会委员，代表萨拉托夫州。
2022年12月16日，欧盟因俄罗斯入侵乌克兰制裁杰尼索夫。

## 家庭
安德烈·杰尼索夫已婚，有一个女儿。

## 荣誉
- 三级祖国功勋勋章（2022年3月21日）
- 四级祖国功勋勋章（2007年10月9日）
- 荣誉勋章（2010年10月29日）
- 友谊勋章（2012年12月30日）
- 俄罗斯联邦功勋外交工作者荣誉称号（2005年4月18日）